# Cine Cervantes (Borja)
El Cine Cervantes es un edificio de la ciudad aragonesa de Borja (España) de 1946, obra del arquitecto Santiago Lagunas y declarado Bien Catalogado del Patrimonio Cultural Aragonés. Fue realizado en colaboración con J. Sanmartín Chueca. Supone una obra realmente original dentro de un contexto urbano como el de Borja perteneciente al medio rural, en el que frecuentemente trabajó Lagunas.
De su observación se deduce una genial adaptación a la irregularidad del solar a partir del uso de las formas curvas de fachada, que no merman en absoluto la funcionalidad del interior de este espacio lúdico ni la compresión del mismo. Muchas de las formas utilizadas en este proyecto (óculos, aspas o cruces, columnas de fuste cónico al estilo minoico, etc.) se convertirán en invariantes de su obra arquitectónica, que se irá librando progresivamente de los condicionantes historicistas anteriores para ir optando cada vez por esquemas más modernos y personales.